# Peter Hill-Wood
Denis Peter Hill-Wood (ur. 25 lutego 1936 w Kensington, Londyn, Anglia, zm. 28 grudnia 2018) – brytyjski biznesmen i prezes Arsenalu Londyn.

## Biografia
Hill-Wood urodził się w Kensington w Londynie. Jego ojciec, wujkowie i dziadek grali w zespole pierwszej ligi krykieta Derbyshire CCC.
Peter uczęszczał do Eton College, wraz z byłym dyrektorem Arsenalu Sir Rogerem Gibbsem. Następnie służył w Straży Coldstream, osiągając stopień porucznika. Po opuszczeniu Gwardii Hill-Wood rozpoczął karierę w branży bankowej i został wiceprezesem Hambros Bank, a następnie dyrektorem Cavenham Ltd oraz Hellenic and General Trust.

### Prezes Arsenalu F.C.
Reprezentuje on trzecie pokolenie swojej rodziny, którzy byli w zarządzie Arsenalu F. C. Pierwszy funkcję tę w latach 1929–1936 i 1946–1949 dzierżył jego dziadek Samuel Hill-Wood. Później schedę po nim przejął ojciec Petera, Denis Hill-Wood, który przewodził Kanonierom między 1962 a 1982 rokiem. Po nim prezesem został Peter i zwolnił ten urząd dopiero w 2013 roku.
Hill-Wood był kolegą Chipsa Keswicka - byłego dyrektora Bank of England - w Hambros, który został zwerbowany do zarządu Arsenalu, w celu zapewnienia silnych kontaktów z Londynem w czasie, gdy klub finansował ich nowy stadion.
14 czerwca 2013 r. Hill-Wood ustąpił ze stanowiska prezesa i został zastąpiony przez Keswicka.

## Życie prywatne
Ożenił się z Sally Andrews w 1971 roku i miał troje dzieci.
2 grudnia 2012 roku Arsenal ogłosił, że Hill-Wood doznał zawału serca i wraca do zdrowia w szpitalu. Zmarł 28 grudnia 2018 roku w wieku 82 lat.